# José Poy
José Poy (11 de febrero de 1926 Rosario, Argentina-8 de febrero de 1996 São Paulo, Brasil) fue un futbolista y entrenador argentino. Jugaba de arquero y su primer club fue Rosario Central. Era tío de Aldo Pedro Poy. Jugó la mayor parte de su carrera para São Paulo, club al que entrenó una vez retirado de su actividad como futbolista. En el cuadro paulista llegó a la suma de 944 partidos entre ambas funciones.

## Carrera

### Inicios
Luego de realizar las divisiones inferiores en el club, tuvo su debut en la primera de Rosario Central el 10 de septiembre de 1944, ante San Lorenzo de Almagro en Arroyito, cotejo que finalizó igualado en dos. Tuvo sus primeras participaciones siendo suplente de Héctor Ricardo; tras la venta de este a Racing Club, la dirigencia auriazul incorporó a otro arquero, Roberto Quattrocchi, por lo que Poy se vio relegado nuevamente a la suplencia. Finalizado el Campeonato de 1946, y ante la falta de oportunidades, fue cedido a préstamo a Banfield por una temporada, donde jugó 10 partidos, la misma cantidad de veces que defendió el arco canalla. Retornado a Central en 1948 y al no ser tenido en cuenta, fue transferido al fútbol brasileño.

### En Brasil

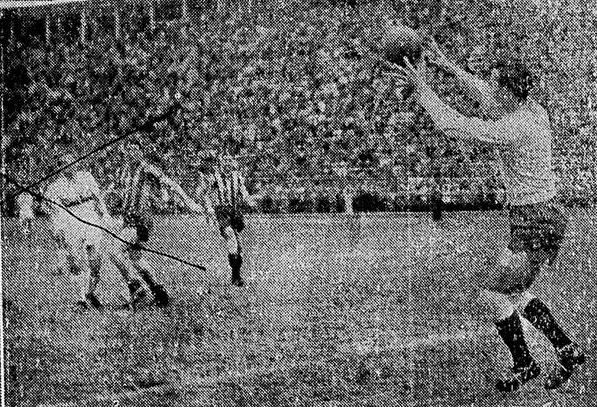
Poy, con Rosario Central, en el cotejo ante São Paulo que más adelante le valdría su transferencia.

En 1946, Rosario Central había visitado tierras paulistas y se había enfrentado a São Paulo en un encuentro amistoso; el partido finalizó 2-2, siendo Poy uno de los jugadores destacados del encuentro.
Dos años más tarde, São Paulo fichó a aquel arquero rosarino que tan buena impresión había dejado. Poy se destacó por ser un arquero ágil y de temperamento calmo, transmitiendo esa tranquilidad a su defensa. En 1950 se adueñó definitivamente del arco tricolor. Se coronó campeón del Torneo Paulista en cuatro ocasiones: 1948, 1949, 1953 y 1957. Vistió la casaca de São Paulo en 522 ocasiones, siendo el sexto futbolista con más presencias en el club. Se convirtió en ídolo de la parcialidad tricolor, historia que continuaría al transformarse en entrenador. Hasta que Rogério Ceni escribiera su propia leyenda, fue el arquero más destacado del club. Fue elegido dentro del once ideal de São Paulo de todos los tiempos por las siguientes revistas: Placar, en 1982 y 1994; Grandes Reportagems, en 1994; São Paulo Notícias, en 1998; Lance!, en 1999; Gazeta Esportiva, en 2000.
Su compromiso con el club fue tal que cuando se inició el proyecto de construcción del Estadio Morumbí, él, personalmente, vendió alrededor de 8000 butacas a los hinchas paulistas. 
Se retiró de la actividad en 1962, afincándose definitivamente en la ciudad de São Paulo.

### El entrenador
Su carrera como entrenador la inició en el mismo São Paulo; sus primeras intervenciones dirigiendo a la primera del club fueron de forma interina. Al iniciarse la década de 1970 se hizo cargo definitivamente del equipo. Obtuvo el título en el Campeonato Paulista 1975, el subcampeonato en los Brasileirãos de 1971 y 1973 y en la Copa Libertadores 1974. Totalizó en sus diversas etapas como entrenador 422 partidos, siendo el tercer director técnico con más encuentros al frente del club.
Dirigió también a Portuguesa SP en dos etapas: 1984 y 1992-1993. En 1992 fue semifinalista del paulistão.
El otro equipo que entrenó fue XV de Jaú, con el que guarda también una relación especial. Lo comandó en dos etapas: 1987-1988 y 1994-1995. En la segunda tomó al conjunto luego de que descendiera a la serie B del Torneo Paulista; luego de estabilizarlo en 1994, lo llevó al título y al ascenso en el año siguiente. Durante el tramo final del torneo, Poy vio afectada seriamente su salud al sufrir una embolia, que lo limitó en su capacidad motriz; esto no hizo mella en el rosarino, que dirigió los partidos desde una silla de ruedas, ganándose definitivamente el afecto de la hinchada del XV de Jaú.
Retirado de la actividad a causa del deterioro de su salud, Poy falleció en São Paulo el 8 de febrero de 1996.

## Clubes

### Como futbolista
| Club            | País      | Año       |
| --------------- | --------- | --------- |
| Rosario Central | Argentina | 1944-1946 |
| Banfield        | Argentina | 1947      |
| São Paulo       | Brasil    | 1948-1962 |

### Como entrenador
| Club          | País   | Año       |
| ------------- | ------ | --------- |
| São Paulo     | Brasil | 1964-1965 |
| São Paulo     | Brasil | 1971      |
| São Paulo     | Brasil | 1972      |
| São Paulo     | Brasil | 1973-1976 |
| São Paulo     | Brasil | 1982-1983 |
| Portuguesa SP | Brasil | 1984      |
| XV de Jaú     | Brasil | 1987-1988 |
| Portuguesa SP | Brasil | 1992-1993 |
| XV de Jaú     | Brasil | 1994-1995 |

## Palmarés

### Como futbolista
| Equipo    | País   | Título              | Año  |
| --------- | ------ | ------------------- | ---- |
| São Paulo | Brasil | Campeonato Paulista | 1948 |
| São Paulo | Brasil | Campeonato Paulista | 1949 |
| São Paulo | Brasil | Campeonato Paulista | 1953 |
| São Paulo | Brasil | Campeonato Paulista | 1957 |

### Como entrenador
| Equipo    | País   | Título                  | Año  |
| --------- | ------ | ----------------------- | ---- |
| São Paulo | Brasil | Campeonato Paulista     | 1975 |
| XV de Jaú | Brasil | Campeonato Paulista A-2 | 1995 |